# Vehículos Automotores Mexicanos
Vehículos Automotores Mexicanos (VAM) was een Mexicaanse autofabrikant van 1946 tot 1986. Het bedrijf importeerde en produceerde auto's en lichte vrachtwagens onder licentie van Willys, AMC, Eagle, Jeep, Chrysler en Renault. Daarnaast ontwierp VAM eigen voertuigen op basis van AMC-platforms.

## Geschiedenis
Het bedrijf werd in 1946 opgericht in Mexico-Stad als Willys Mexicana, een lokale fabrikant en distributeur van Willys-Overland- en AMC-modellen. In 1963 werd het bedrijf omgevormd tot Vehículos Automotores Mexicanos, waarbij de Mexicaanse overheid 60% van de aandelen in handen kreeg en AMC de resterende 40%. Het belang van AMC in VAM kwam eind 1980 in handen van Renault toen Renault het meerderheidsbelang in AMC verwierf.
Door de ineenstorting van de Mexicaanse economie begin jaren tachtig moest de Mexicaanse overheid zijn belang in VAM verkopen aan Renault. In 1987 werd VAM door Renault opgedoekt.

## Modellen van VAM
- VAM Rambler Classic, op basis van de AMC Rebel
- VAM Rambler American, op basis van de AMC Hornet[3]
- VAM Rambler American Rally, sportieve versie van de VAM Rambler American[4]
- VAM American, op basis van de AMC Hornet
- VAM American Rally, sportieve versie van de VAM American
- VAM American Rally AMX, op basis van de AMC Concord[5]
- VAM Classic DPL, op basis van de AMC Matador sedan[6]
- VAM Classic AMX, sportieve versie op basis van de AMC Matator coupé[7]
- VAM Classic Brougham, luxe versie op basis van de AMC Matator coupé[8]
- VAM Rally AMX, sportieve versie van de AMC Spirit[9]
- VAM Rally SST, luxe versie van de AMC Spirit
- VAM Rally GT krachtige versie van de AMC Spirit
- VAM Lerma, eigen ontwerp van VAM gebaseerd op de AMC Concord met de hatchback-achterkant van de AMC Spirit[10]

## Fotogalerij

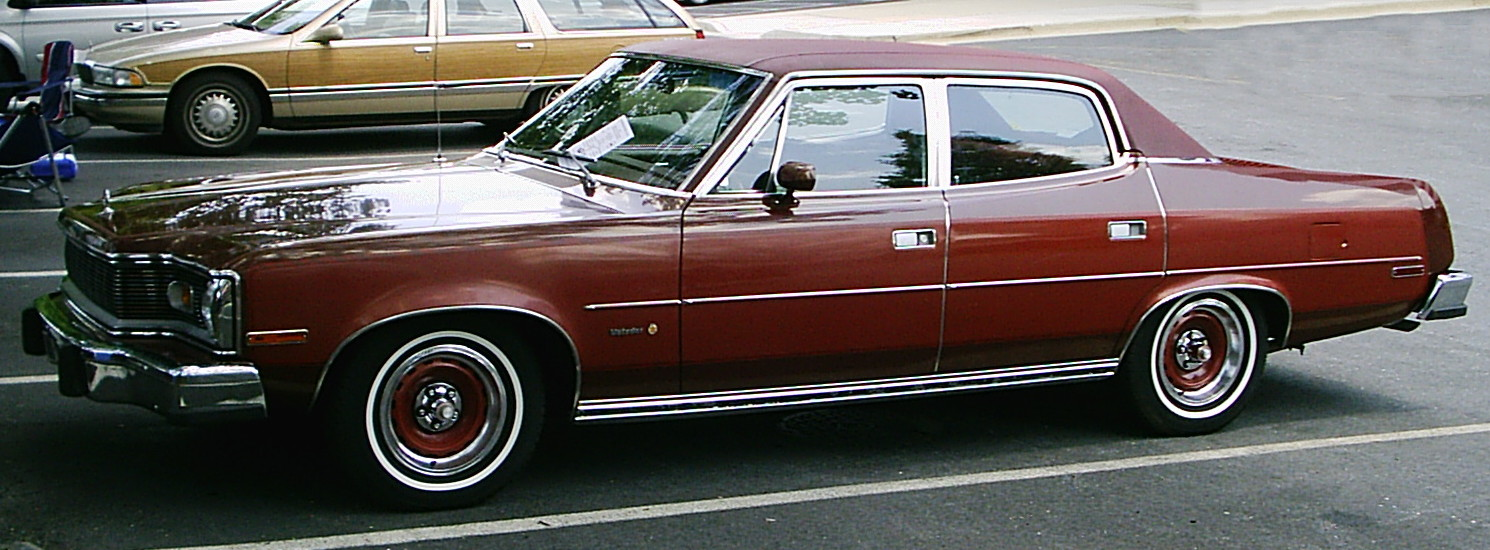
AMC Matador, de basis voor de VAM Classic DPL
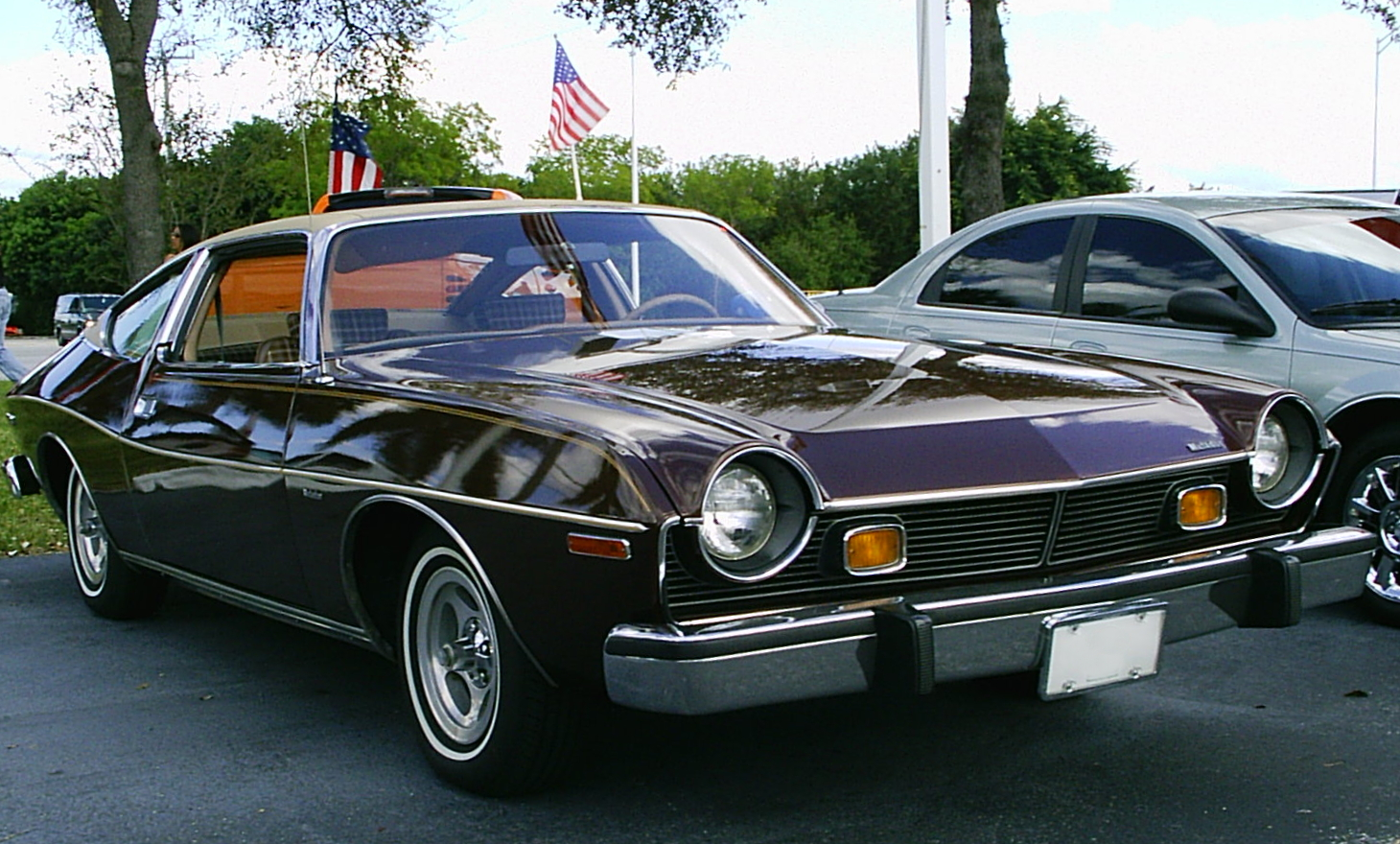
AMC Matador Coupé, de basis voor de VAM Classic AMX
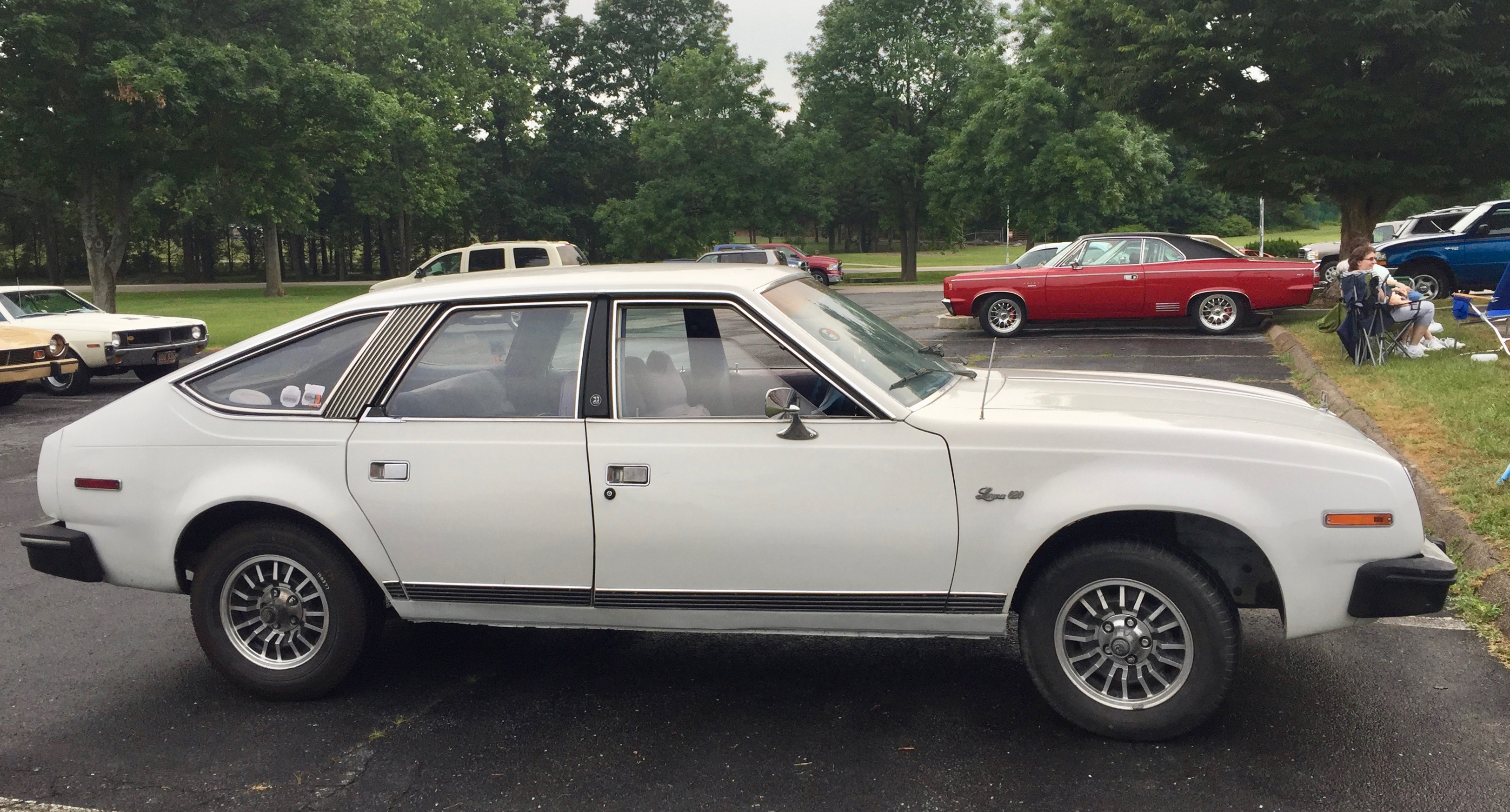
VAM Lerma